# Helge Orten

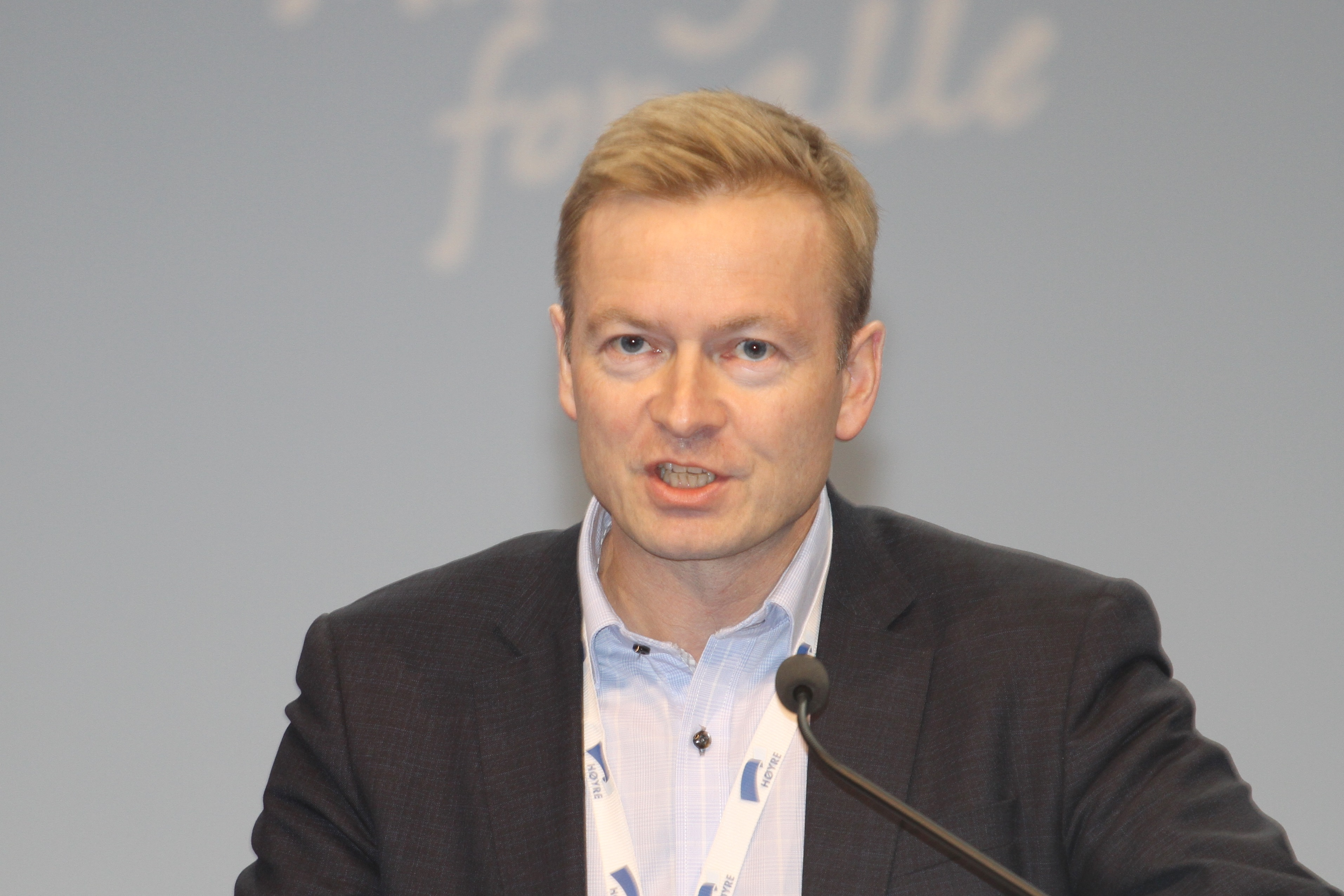
Helge Orten, 2017

Helge Orten (* 25. Oktober 1966 in Midsund) ist ein norwegischer Politiker der konservativen Partei Høyre. Seit 2013 ist er Abgeordneter im Storting.

## Leben
Nach dem Abschluss der weiterführenden Schule studierte Orten von 1985 bis 1989 ein wirtschaftswissenschaftliches Studium an der Norges Handelshøyskole. Anschließend arbeitete er bis 2013 in verschiedenen Positionen unter anderem zwischen 1991 und 2003 als Finanzchef bei Sjøvik AS. In den Jahren 1991 bis 1995 sowie erneut von 1999 bis 2011 saß Orten im Kommunalparlament seiner Heimatgemeinde Midsund. Dabei war er ab 2003 der Bürgermeister der damaligen Kommune. Im Anschluss saß er bis 2013 im Fylkesting der Provinz Møre og Romsdal.
Orten zog bei der Parlamentswahl 2013 erstmals in das norwegische Nationalparlament Storting ein. Dort vertritt er den Wahlkreis Møre og Romsdal und er wurde Mitglied im Transport- und Kommunikationsausschuss. Nach der Wahl 2017 übernahm er den Vorsitz des Ausschusses. Im Anschluss an die Stortingswahl 2021 ging er in den Finanzausschuss über. Im April 2024 gab er bekannt, dass er bei der Parlamentswahl 2025 nicht mehr erneut kandidieren werde.